# كوتا ميزونو
كوتا ميزونو (باليابانية: 水野宏太؛ بالكانا: みずの こうた) هو مدرب رياضي ياباني، ولد في 2 أغسطس 1982 في طوكيو في اليابان.